# 봉추
봉추(封抽, ?~?)는 전연의 관료이다.
전연에서 유주참군(幽州参軍)과 장사(長史), 동이교위(東夷校尉)직을 지냈으며
338년, 후조와의 전쟁에서 후조의 편으로 참가했지만 모용황이 후조와의 전투들에서 승리하자 고구려로 망명했다.

## 참고 자료
- 『晋書』巻108、巻109
- 『資治通鑑』巻87、巻89、巻94、巻96
- 『十六国春秋』巻23、巻24、巻31